# Wind Music Awards 2013 (compilation)
Wind Music Awards 2013 è la terza compilation dedicata ai Wind Music Awards, pubblicata il 28 maggio 2013 dalla Columbia. È costituita da 31 brani divisi 16 nel primo CD (artisti italiani) e 15 nel secondo (artisti stranieri).

## Tracce
CD 1
1. Tiziano Ferro – L'amore è una cosa semplice – 4:03
2. Max Gazzè – Sotto casa – 3:56
3. Max Pezzali – Sempre noi (feat. J-Ax) – 4:32
4. Chiara – Mille passi (feat. Fiorella Mannoia) – 3:21
5. Baby K – Non cambierò mai (feat. Marracash) – 3:06
6. Biagio Antonacci – Ti dedico tutto – 3:21
7. Gianna Nannini – Indimenticabile – 3:18
8. Nek – Congiunzione astrale – 4:06
9. Marco Mengoni – Pronto a correre – 3:48
10. Negramaro – Una storia semplice – 3:48
11. Malika Ayane – E se poi – 4:43
12. Cesare Cremonini – La nuova stella di Broadway – 4:25
13. Mario Biondi – Shine On – 3:38
14. Fedez – Cigno nero (feat. Francesca Michielin) – 3:22
15. Club Dogo – P.E.S. (feat. Giuliano Palma) – 3:49
16. Pulcino Pio – Il pulcino cha cha cha – 2:55

CD 2
1. Asaf Avidan – One Day/Reckoning Song (Wankelmut Remix Radio Edit) – 3:30
2. David Guetta – Just One Last Time (feat. Taped rai) – 3:47
3. Ola Svensson – I'm in Love – 3:19
4. Kesha – C'Mon – 3:34
5. P!nk – Try – 4:07
6. Justin Timberlake – Mirrors – 5:04
7. Rebecca Ferguson – Glitter & Gold – 3:28
8. Olly Murs – Army of Two – 4:47
9. One Direction – Kiss You – 3:03
10. Alicia Keys – Brand New Me – 3:53
11. The Script – Hall of Fame (feat. will.i.am) – 3:22
12. Jutty Ranx – I See You (Radio Edit) – 3:39
13. Bruno Mars – When I Was Your Man – 3:35
14. Lykke Li – I Follow Rivers (The Magician Remix) – 4:40
15. Ben Pearce – What I Might Do (Radio Edit) – 3:15